# Visconde de Vale Pereiro
Visconde de Vale Pereiro é um título nobiliárquico criado por D. Carlos I de Portugal, por Decreto de 8 de Julho de 1897, em favor de José Manuel Martins Manso.
Titulares
1. José Manuel Martins Manso, 1.º Visconde de Vale Pereiro.